# Eduard von Lütcken
Eduard von Lütcken (n. 26 octombrie 1882, Syke, Saxonia Inferioară, Germania – d. 15 septembrie 1914, Regiunea Ternopil, Ucraina) a fost un sportiv ce a reprezentat Imperiul German, medaliat olimpic. A participat la o ediție a Jocurilor Olimpice (1912) în care a câștigat o medalie de argint.

## Participări
Lista de mai jos prezintă principalele competiții la care a participat Eduard von Lütcken de-a lungul carierei.
- equestrian at the 1912 Summer Olympics – team eventing[*]